# Marya Delvard

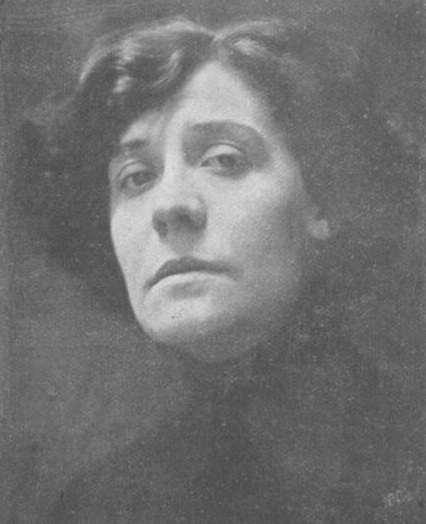
Marya Delvard

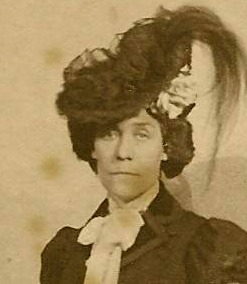
Marya Delvard (Fotoausschnitt von ca. 1908)

Marya Delvard (geboren 11. September 1874 als Maria Joséphine Billère bzw. Biller in Réchicourt-le-Château, Reichsland Elsaß-Lothringen; † 25. September 1965 in Pullach bei München) war eine Diseuse, Chansonnière und Schauspielerin.

## Leben

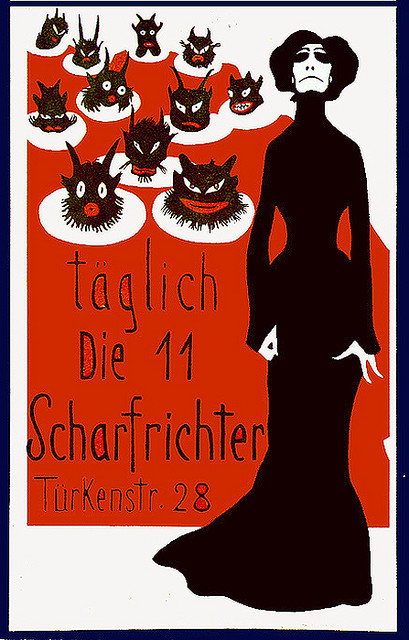
Plakat „Elf Scharfrichter“ (1911)

Maria Joséphine Billère war eine Tochter des Gymnasiallehrers und Lothringers Nicolas Jean Billère und der Marguérite Ladeweine, sie hatte drei Brüder. Seit 1871 lag ihr Geburtsort im Deutschen Reich. Billère besuchte ein Mädcheninternat und studierte danach Gesang in Metz und Nancy. 1896/97 absolvierte das Konservatorium München. 
Unter ihrem Künstlernamen Marya Delvard war sie eine der Schlüsselfiguren des frühen Kabaretts. Sie war Mitbegründerin der Elf Scharfrichter (1901) in München. In Wien gründete sie zusammen mit Marc Henry (Künstlername) u. a. das Kabarett Nachtlicht (1906) und das Kabarett Fledermaus (1907). Ab 1909 absolvierte sie zahlreiche Tourneen mit ihrem Mann und Bühnenpartner Marc Henry durch Deutschland und Frankreich. 1929 ging Marya Delvard in die Schweiz. 1930–1939 lebte sie in Wien. 1935 wurde sie in den Rang eines Officier d‘Academie des Ordre des Palmes Academiques erhoben. 1939 emigrierte sie nach Potiers. Ab 1958 lebte Delvard wieder in München.
Ihr Repertoire umfasste u. a. Kabarettlieder, die von Hannes Ruch und Konrad Scherber eigens für sie verfasst wurden. Sie sang Brettllieder von Frank Wedekind und von Marc Henry wiederentdeckte und neu gesetzte alte französische Lieder, die auch vom Hofmeister-Verlag verlegt wurden. Gemeinsam mit Marc Henry trug sie diese französischen Volkslieder, Bauernlieder und Revolutionslieder vor. In passenden Kostümen, französischer, oder französisch anmutender Bauern- oder Revolutionskleidung, sang sie zur Lautenbegleitung altbretonische Duette des 18. Jahrhunderts.
Marya Delvard hatte, zeitgenössischen Berichten zufolge, eine sehr starke Ausstrahlung auf ihr Publikum.
Der Dichter Egon Friedell beschreibt einen ihrer Auftritte im Kabarett Fledermaus:

„Marya Delvard ist eine Diseuse, die sich von den meisten ihrer Kolleginnen sehr vorteilhaft unterscheidet, denn sie versteht die Kunst des Andeutens und Verschweigens. Sie nimmt an, daß der Zuschauer kein vollkommener Idiot ist, sondern ein Mensch mit Phantasie: mit einer gebundenen Phantasie, die man nur zu befreien braucht, um sie selbsttätig zu machen.“

Ihr Grab befindet sich auf dem Münchener Nordfriedhof (088-4-14).

## Nachlass
Der schriftliche Nachlass von Marya Delvard liegt im Literaturarchiv der Monacensia im Hildebrandhaus.

## Literatur

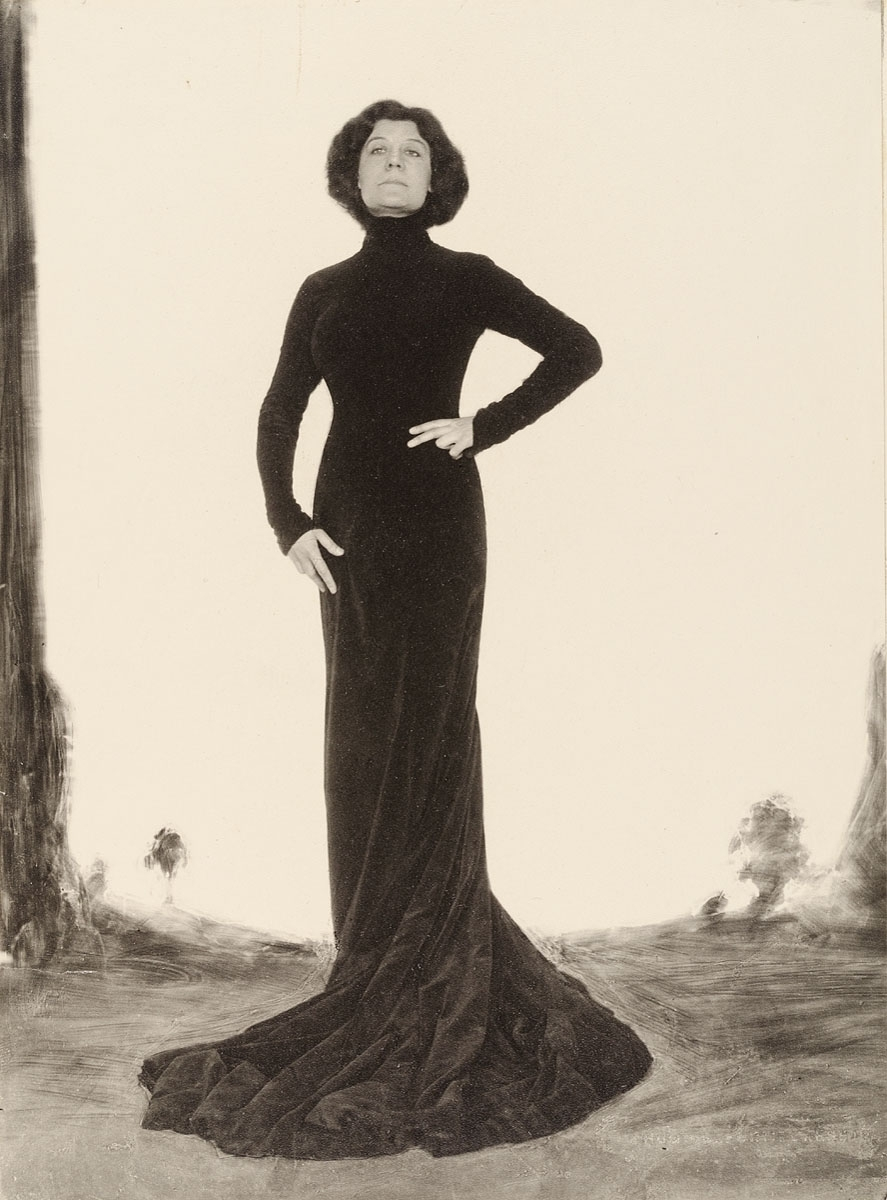
Marya Delvard (1910)